# Elezioni legislative in Burundi del 2015
Le elezioni legislative in Burundi del 2015 si tennero il 29 giugno per il rinnovo dell'Assemblea nazionale.

## Risultati
| Liste                                        | Voti      | %     | Seggi |
| -------------------------------------------- | --------- | ----- | ----- |
| CNDD-FDD                                     | 1 721 629 | 74,84 | 77    |
| Abigenga Mizero y'Abarundi                   | 318 717   | 13,85 | 21    |
| Unione per il Progresso Nazionale            | 71 189    | 3,09  | 2     |
| Fronte per la Democrazia in Burundi          | 55 000    | 2,39  | –     |
| Alleanza dei Democratici per il Cambiamento  | 42 544    | 1,85  | –     |
| Forze Nazionali di Liberazione               | 35 532    | 1,54  | –     |
| Movimento per la Solidarietà e la Democrazia | 20 275    | 0,88  | –     |
| Altri <20.000 voti                           | 35 577    | 1,55  | –     |
| Seggi di diritto                             | –         | –     | 21    |
| Totale                                       | 2 300 463 | 100   | 121   |